# Malbäckskölen
Malbäckskölen är ett naturreservat i Torsby kommun i Värmlands län.
Området är naturskyddat sedan 2007 och är 129 hektar stort. Reservatet omfattar våtmarker mellan två sluttningar. Reservatet består av barrnaturskog med mest gran och sumpskog. 